# 虞孝仁
虞孝仁（6世纪—615年），隋朝大臣，京兆郡栎阳县（今陕西省西安市阎良区）人，虞庆则子。
虞孝仁自幼豪侠任气，起家出任仪同，领晋王杨广亲信。因为开皇十七年（597年）其父虞庆则被处死，而除名。隋炀帝嗣位，以籓邸旧臣，被任命为候卫长史，兼领金谷监，监禁苑。虞孝仁有巧思，符合皇帝的意旨。大业九年（613年），征伐高句丽，虞孝仁担任都水丞，主管监督运输，很有功劳。但是他性情奢华，用骆驼驮木桶盛水养鱼来供自己食用。大业十一年（615年），有人告虞孝仁图谋不轨，于是被诛杀。其弟虞澄道，东宫通事舍人，被牵连除名。